# Vicariat apostolique d'Océanie centrale
Le vicariat apostolique d'Océanie centrale est un vicariat apostolique érigé le 23 août 1842. C'est l'une des subdivisions du vicariat apostolique d'Océanie occidentale. Son siège est à Wallis-et-Futuna  et il couvre une zone allant de Nouvelle-Calédonie aux Samoa en passant par Tonga. Il est confié aux pères maristes, plus particulièrement à Pierre Bataillon.

## Historique
L'évangélisation de l'Océanie débute au XIXe siècle. Soucieux d'envoyer des missionnaires répandre la foi catholique face aux protestants, la papauté mandate trois congrégations françaises : la congrégation des Sacrés-Cœurs de Jésus et de Marie (Picpus), la Société de Marie de Lyon et les Missionnaires du Sacré-Cœur de Jésus d’Issoudun. Les pères maristes reçoivent le vicariat apostolique d'Océanie occidentale, créé en 1835.

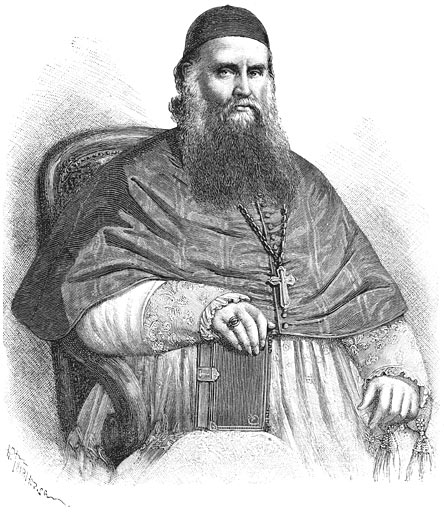
Pierre Bataillon évangélise Wallis à partir de 1837 et se voit confier le vicariat d'Océanie centrale.

L'évêque Jean-Baptiste Pompallier dépose Pierre Bataillon à Wallis et Pierre Chanel à Futuna en 1837, puis s'installe en Nouvelle-Zélande. Après l'assassinat de Pierre Chanel sur fond de conflits politiques, Pompallier arrive à Futuna, ce qui accélère la conversion de l'île. À Wallis, Pierre Bataillon il met en place une véritable théocratie missionnaire. 
En raison de la distance qui sépare les différents archipels (près de 5 000 km), et des difficultés d'administrer une zone aussi vaste, le vicariat est scindé en deux : Pompallier se voit confier le vicariat de Nouvelle-Zélande tandis que Pierre Bataillon reçoit le vicariat apostolique d'Océanie centrale en 1842 avec les îles restantes.
Au fil du temps, plusieurs territoires ont été retirés de ce vicariat. Le 23 juillet 1847, le vicariat apostolique de Nouvelle-Calédonie est érigé. le 20 août 1850, le vicariat apostolique de l'archipel des navigateurs est érigé (futur vicariat apostolique des Samoa et Tokelau). Le 27 mars 1863, la préfecture apostolique des Fidji est érigée. Enfin, le 11 novembre 1935, le vicariat apostolique de Wallis-et-Futuna est érigé.
Ne concernant plus que le territoire des Tonga, le vicariat est renommé le 13 avril 1937 en vicariat apostolique des Tonga. En 1957, Niue y est adjointe et il devient le vicariat apostolique des Tonga et de Niue.
Le 21 juin 1966, il est élevé au rang de diocèse des Tonga.

## Liste des vicaires apostoliques et évêques
| Nom                                       | épiscopat |
| ----------------------------------------- | --------- |
| Vicariat apostolique d'Océanie centrale,  |           |
| Pierre Bataillon                          | 1843-1877 |
| Aloys Elloy                               | 1877-1878 |
| Jean-Amand Lamaze                         | 1879-1906 |
| Armand Olier                              | 1906-1911 |
| Joseph Félix Blanc                        | 1912-1937 |
| Vicariat apostolique des Tonga            |           |
| Joseph Félix Blanc                        | 1937-1953 |
| John Hubert Macey Rodgers                 | 1953-1957 |
| Vicariat apostolique des Tonga et de Niue |           |
| John Hubert Macey Rodgers                 | 1957-1966 |
| Diocèse des Tonga                         |           |
| John Hubert Macey Rodgers                 | 1966-1972 |
| Patelisio Punou-Ki-Hihifo Finau           | 1972-1993 |
| Soane Lilo Foliaki                        | 1993-2008 |
| Soane Patita Paini Mafi                   | 2008-     |